# غريغ كولسون
غريغ كولسون (بالإنجليزية: Greg Colson)‏ هو رسام أمريكي، ولد في 23 أبريل 1956 في سياتل في الولايات المتحدة.